# Aeroportul Monmouth Executive
Aeroportul Monmouth Executive (IATA: BLM, ICAO: KBLM, FAA LID: BLM) este un aeroport din Wall Township⁠(d), Monmouth, New Jersey, Statele Unite ale Americii ce deservește zona Belmar⁠(d). Aeroportul a fost tranzitat în 2019 de 480 de pasageri.
Situat la o altitudine de 47 m, aeroportul dispune de 2 piste.

## Infrastructură

### Piste
Aeroportul dispune de 2 piste. Pista 03/21 are suprafața de asfalt și dimensiunile 3.512 picioare × 50 picioare. Pista 14/32 are suprafața de asfalt și dimensiunile 7.371 picioare × 85 picioare. 